# 모서리의 하우스
점성술에서 모서리의 하우스(angular house) 또는 활동적(活動的) 하우스(cardinal house)는 차트의 모서리(상승점과 중천점, 천저점 그리고 하강점)이 있는 하우스들 중 즉 천궁도의 네 개의 활동적 하우스 가운데 하나이다. 천궁도에서 모서리의 하우스는 가장 열렬하고 격심하다고 여겨지며, 차트에서 가장 큰 영향력을 지닌 것으로 여겨진다. 유력한 17세기의 점성가 윌리엄 릴리는 그것에 대해 이렇게 요약한다.: "모서리에 있는 행성들은 그것들의 효력을 더 강하게 드러낸다." 모서리의 하우스는 우리의 외모와 우리가 어떻게 행동하는지, 우리의 가정 생활, 우리의 결혼 생활이나 동반자 관계 그리고 우리의 직업과 같은 우리 삶에 있어서 결정적인 것을 주관한다.

## 첫번째 하우스
천궁도에서 (언제나는 아니지만) 종종 상승점의 시작점이 있는 첫 번째 하우스는 개인으로서의 그 또는 그녀의 성격과 행동을 나타낸다. 아주 종종 상승점은 한 사람의 태양궁보다 중요하다. 예를 들어, 그 또는 그녀의 첫 번째 하우스의 시작점에 사자자리와 그 또는 그녀의 태양궁으로써 처녀자리를 갖고 있는 한 사람은 매우 역동적이면서 극적일 수 있지만, 그나 그녀의 선호에 까다로롭고 능률적이며 자기를 내세우지 않는 부분은 사람들이 성격을 간파하고 진정한 모습을 바로보게 될 수 있기 전까지는 쉽게 드러나지 않을 것이다.

## 네번째 하우스
천궁도에서 (항상은 아니지만) 자주 천저점의 시작점이 있는 네번째 하우스는 한 사람의 깆과 안전, 가족, 그리고 기반으로로 역할하는 생애 초기의 것들을 나타낸다. 네번째 하우스는 때때로 한 사람의 삶의 끝과 같은 결말과도 연관된다. 이 하우스는 종종 우리의 부모들과 연관된다. 고대인들에게 있어서, 그것은 아버지의 하우스였지만, 현대의 천궁도에서 그것은 더 일반적인 부모의 뜻과 일반적인 행복 그리고 이동수단의 의미를 지닌다.

## 일곱째 하우스
천궁도에서 (언제나는 아니지만) 종종 하강점의 시작점이 있는 일곱번째 하우스는 출생인이 일반적으로 끌릴 가능성이 있는 동료의 유형과 모든 동반자 관계를 나타낸다. 헬레니즘 점성가들에게 있어서, 일곱번째 하우스는 일반적으로 특히 유익한 행운의 것이였지만, 그 하우스는 태양이 지는 장소 즉 일몰장소이기 때문에, 그러한 위치들에서 비롯되어 나타나는 다소 다른 해석들도 있다.

## 열번째 하우스
천궁도에서 (항상은 아니지만) 자주 중천점이 있는 열번째 하우스는 우리의 경력과 생업, 창조적 산물 그리고 세상이 우리를 어떻게 알면 좋겠는지를 의미한다. 프톨레마이오스에게 그것은 우리의 자녀의 영향력을 짐작할 수 있는 하우스였다.

## 같이 보기
- 출생 점성술
- 하우스
- 연속의 하우스
- 마침의 하우스
- 파생 하우스